# Claus Piekarski
Claus Piekarski (* 21. Januar 1943 in Berlin; † 28. Juni 2022) war ein deutscher Arbeitsmediziner und Hochschullehrer.

## Leben
Piekarski wuchs in Bonn auf, wo sein Vater Gerhard Piekarski auf den dortigen Lehrstuhl für Medizinische Parasitologie berufen wurde. Claus Piekarski bildete sich nach einem Medizinstudium von 1973 bis 1978 an der Universität Bonn zum Facharzt für Innere Medizin weiter. Eine weitere Weiterbildung zum Facharzt für Arbeitsmedizin bis 1983 und eine Habilitation 1982 mit der Schrift Zur arbeitsmedizinischen Bewertung der Beanspruchung des arbeitenden Menschen unter Hitzebelastung im gleichen Fach schlossen sich an. Piekarski wechselte in die Industrie und leitete ab 1984 als Ärztlicher Direktor das Institut für Arbeitswissenschaften der Ruhrkohle AG. Er erhielt 1988 an der Universität zu Köln eine C4-Professur als Direktor des Institutes und der Poliklinik für Arbeitsmedizin, Sozialmedizin und Sozialhygiene. Dabei behielt er seine Funktionen bei der RAG AG (später Evonik AG) im Rahmen einer Public Private Partnership bei. Piekarski wurde 2008 emeritiert.
Sein Forschungsgebiet waren insbesondere gesundheitliche Belastungen am Arbeitsplatz, beispielsweise durch Schichtarbeit, Quarzstaub, Faserstäube, Hitze, Lärm und andere Faktoren. Piekarski amtierte von 2000 bis 2003 als Präsident der DGAUM, zuvor von 1994 bis 2000 als deren Vizepräsident.
Piekarski starb am 28. Juni 2022 im Alter von 79 Jahren.

## Ehrungen
- 2000: Franz-Koelsch-Medaille
- 2008: Joseph-Rutenfranz-Medaille

## Publikationen
- Publikationen bei Pubmed